# Xenia Knollová
Xenia Knollová (* 2. září 1992 Biel) je švýcarská profesionální tenistka hrající levou rukou. Ve své dosavadní kariéře na okruhu WTA Tour vyhrála dva turnaje ve čtyřhře, když v roce 2016 triumfovala v Rabatu s Aleksandrou Krunićovou a následně v Bukurešti po boku Lary Arruabarrenové. V rámci okruhu ITF získala do října 2019 dva tituly ve dvouhře a dvacet dva ve čtyřhře.
Na žebříčku WTA byla ve dvouhře nejvýše klasifikována v březnu 2015 na 254. místě a ve čtyřhře pak v dubnu 2017 na 40. místě. Trénuje ji Cyril Cornu.
Na okruhu WTA poprvé startovala v roce 2013, když si zahrála dvouhru Budapest Grand Prix 2013. V úvodním kole podlehla bývalé světové jedenáctce Šachar Pe'erové z Izraele ve dvou setech.
Ve švýcarském fedcupovém týmu debutovala v roce 2015 čtvrtfinálovým utkáním 2. světové skupiny proti Švédsku, v němž už za rozhodnutého stavu nastoupila do závěrečné čtyřhry, kterou po boku Viktorije Golubicové prohrála. Švýcarky zvítězily 3:1 na zápasy. Do roku 2020 v soutěži nastoupila k jedinému mezistátnímu utkání s bilancí 0–0 ve dvouhře a 0–1 ve čtyřhře.
Po matce pocházející z Bělehradu má srbský původ.

## Finále na okruhu WTA Tour

### WTA Tour
| Legenda                                    |
| ------------------------------------------ |
| D – dvouhra; Č – čtyřhra                   |
| Grand Slam (0)                             |
| Turnaj mistryň (0)                         |
| Tier I / Premier Mandatory & Premier 5 (0) |
| Tier II / Premier (0–1 Č)                  |
| Tier III, IV & V / International (2–6 Č)   |

### Čtyřhra: 9 (2–7)
| Stav       | č. | datum             | turnaj                       | povrch      | spoluhráčka          | soupeřky ve finále                      | výsledek         |
| ---------- | -- | ----------------- | ---------------------------- | ----------- | -------------------- | --------------------------------------- | ---------------- |
| Finalistka | 1. | 18. dubna 2016    | Istanbul, Turecko            | antuka      | Danka Kovinićová     | Andreea Mituová İpek Soyluová           | bez boje         |
| Vítězka    | 1. | 25. dubna 2016    | Rabat, Maroko                | antuka      | Aleksandra Krunićová | Tatjana Mariová Ioana Raluca Olaruová   | 6–3, 6–0         |
| Finalistka | 2. | 6. června 2016    | 's-Hertogenbosch, Nizozemsko | tráva       | Aleksandra Krunićová | Oxana Kalašnikovová Jaroslava Švedovová | 1–6, 1–6         |
| Vítězka    | 2. | 17. července 2016 | Gstaad, Švýcarsko            | antuka      | Lara Arruabarrenová  | Annika Becková Jevgenija Rodinová       | 6–1, 3–6, [10–8] |
| Finalistka | 3. | 5. února 2017     | Petrohrad, Rusko             | tvrdý (h)   | Darija Juraková      | Jeļena Ostapenková Alicja Rosolská      | 6–3, 2–6, [5–10] |
| Finalistka | 4. | 15. října 2017    | Linec, Rakousko              | tvrdý (h)   | Natela Dzalamidzeová | Kiki Bertensová Johanna Larssonová      | 6–3, 3–6, [4–10] |
| Finalistka | 5. | 29. dubna 2018    | İstanbul, Turecko            | antuka      | Anna Smithová        | Liang Čchen Čang Šuaj                   | 4–6, 4–6         |
| Finalistka | 6. | 16. září 2018     | Québec, Kanada               | koberec (h) | Darija Juraková      | Asia Muhammadová Maria Sanchezová       | 4–6, 3–6         |
| Finalistka | 5. | 13. října 2019    | Linec, Rakousko              | tvrdý (h)   | Barbara Haasová      | Kateřina Siniaková Barbora Krejčíková   | 4–6, 3–6         |

## Finále série WTA 125
| Legenda                  |
| ------------------------ |
| D – dvouhra; Č – čtyřhra |
| WTA 125 (1–0 Č)          |

#### Čtyřhra: 1 (1–0)
| Stav    | č. | datum           | turnaj          | povrch | spoluhráčka     | soupeřky ve finále                  | výsledek |
| ------- | -- | --------------- | --------------- | ------ | --------------- | ----------------------------------- | -------- |
| Vítězka | 1. | 30. května 2016 | Bol, Chorvatsko | antuka | Petra Martićová | Ioana Raluca Olaruová İpek Soyluová | 6–3, 6–2 |

## Postavení na konečném žebříčku WTA

### Dvouhra
| Rok    | 2009 | 2010   | 2011   | 2012   | 2013   | 2014   | 2015   | 2016   | 2017   | 2018   |
| Pořadí | 857. | ▼ 884. | ▲ 557. | ▼ 757. | ▲ 369. | ▲ 275. | ▼ 356. | ▼ 609. | ▼ 794. | ▼ 919. |

### Čtyřhra
| Rok    | 2011 | 2012   | 2013   | 2014   | 2015   | 2016  | 2017  | 2018  |
| Pořadí | 615. | ▲ 436. | ▲ 270. | ▲ 176. | ▲ 125. | ▲ 53. | ▼ 60. | ▼ 73. |